# Mergonemertes woodworthii
Mergonemertes woodworthii är en djurart som tillhör fylumet slemmaskar, och som först beskrevs av Heinrich Bürger 1909.  Mergonemertes woodworthii ingår i släktet Mergonemertes och familjen Planktonemertidae. Inga underarter finns listade i Catalogue of Life.